# Begonia nelumbiifolia
Espèce
Synonymes
- Begonia caudilimba C.DC.[1]
- Begonia derycxiana Lem.[1]
- Begonia hernandiifolia Klotzsch[1]
- Begonia peltata Sessé & Moc.[1]
- Gireoudia nelumbiifolia (Cham. & Schltdl.) Klotzsch[1]

Begonia nelumbiifolia est une espèce de plantes de la famille des Begoniaceae. Ce bégonia est originaire d'Amérique centrale et de Colombie. L'espèce fait partie de la section Gireoudia. Elle a été décrite en 1830 par Adelbert von Chamisso (1781-1838) et Diederich Franz Leonhard von Schlechtendal (1794-1866). L'épithète spécifique nelumbiifolia signifie « à feuille de lotus (Nelumbo) ».

## Description

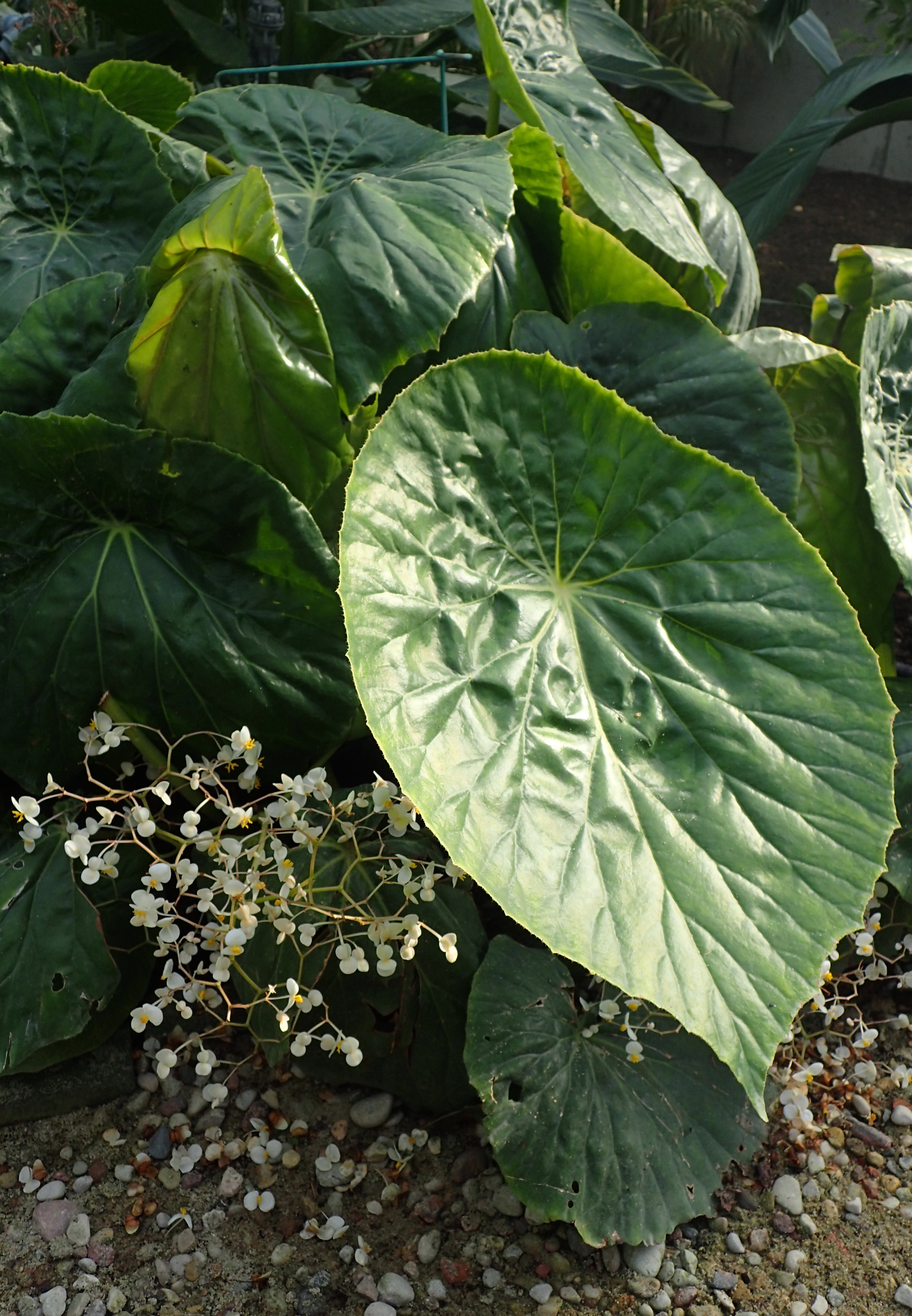
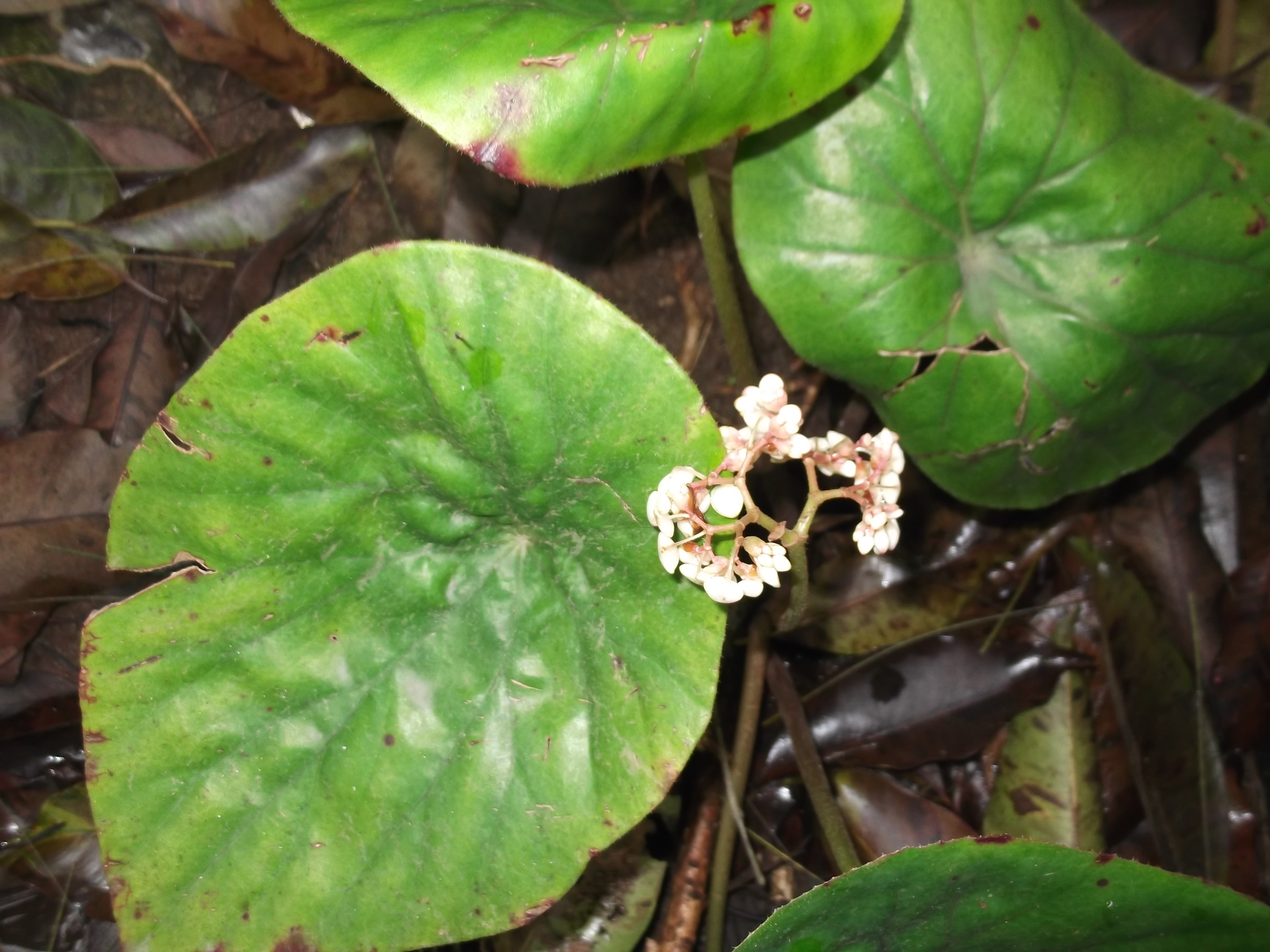
Floraison, spécimen cultivé en Inde

## Répartition géographique et habitat
Cette espèce est présente au Mexique au Chiapas, à Mexico, en Hidalgo, dans l'Etat de Mexico, dans le Morelos, dans le Oaxaca, dans l'Etat de Puebla, au San Luis Potosí, dans le Tabasco et au Veracruz ; en Amérique Centrale au Belize, au Costa Rica, au Salvador et au Guatemala ; et en Amérique du Sud en Colombie.
L'espèce est associée aux forêts tropicales humides sempervirentes à des altitudes comprises entre 100 et 1700 m.